# زروونی
زروونی (به لاتین: Xerovouni) یک کوه در یونان است که در southcentral Epirus (region) واقع شده‌است. زروونی ۱٬۶۱۴ متر بالاتر از سطح دریا واقع شده‌است.